# Seznam armenskih poslovnežev
Seznam armenskih poslovnežev.

## A
- Albert A. Boyajian

## D
- Mike Daglian

## G
- Calouste Gulbenkian

## K
- Kirk Kerkorian
- Hrach Khachatryan
- George Krikorian

## M
- Alex Manoogian
- Richard Manoogian

## P
- Melkoum in Mouchegh Petrossian

## V
- John Vartan

## Y
- Alex Yemenidjian

## Z
- Zildjian